# Kuršių marios
Kuršių marios este o arie protejată (arie de protecție specială avifaunistică — SPA) din Lituania întinsă pe o suprafață de 6.648 ha, integral pe uscat.

## Localizare
Centrul sitului Kuršių marios este situat la coordonatele 55°33′38″N 21°09′43″E / 55.5606°N 21.1619°E.

## Înființare
Situl Kuršių marios a fost declarat arie de protecție specială avifaunistică în martie 2010 pentru a proteja 25 de specii de animale.

## Biodiversitate
Situată în ecoregiunea boreală, aria protejată conține 1 habitat natural: Lagune de coastă.
La baza desemnării sitului se află mai multe specii protejate:
- păsări (18): rață sulițar (Anas acuta), rață lingurar (Anas clypeata), rață pitică (Anas crecca), rață fluierătoare (Anas penelope), rață mare (Anas platyrhynchos), gârliță mare (Anser albifrons), rață-cu-cap-castaniu (Aythya ferina), rața moțată (Aythya fuligula), Bucephala clangula, chirighiță neagră (Chlidonias niger), Cygnus columbianus bewickii, lebădă de iarnă (Cygnus cygnus), lebădă de vară (Cygnus olor), codalb (Haliaeetus albicilla), pescăruș mic (Larus minutus), ferestraș mic (Mergus albellus), ferestrașul mare (Mergus merganser), chiră de baltă (Sterna hirundo)
- pești (7): Alosa fallax, avat (Aspius aspius), zvârluga (Cobitis taenia), Lampetra fluviatilis, săbiță (Pelecus cultratus), boarță (Rhodeus sericeus amarus), somonul (Salmo salar)